# إسكندر شاه سلطان فيرق
السلطان إسكندر شاه ابن السلطان إدريس مرشد العزم شاه (10 مايو 1881 - 14 أغسطس 1938) كان سلطان فيرق الثلاثين. وكانت فيرق في ذلك الوقت جزءًا من ولايات الملايو الفيدرالية الخاضعة للإدارة البريطانية.

## سيرته
ولد في كوالا كيبوي في كامبار في 10 مايو 1876، وهو الابن الثالث للسلطان إدريس مرشد العزم شاه.
عُين راجا بندهارا عام 1918 في عهد أخيه الأكبر غير الشقيق السلطان عبد الجليل كرامة الله ناصر الدين شاه . اعتلى العرش في نوفمبر 1918 بعد وفاة أخيه. خلال فترة حكمه، أعاد البريطانيون إقليمي الدندنج وجزيرة بانكور في عام 1935. كانت كلا المنطقتين تداران كجزء من مستعمرات المضيق.
كان السلطان إسكندر من أشد المدافعين عن اللامركزية في الولايات الماليزية الموحدة، بل وزار مكتب المستعمرات في أغسطس 1924 لتبني آرائه.
بعد مرض قصير، توفي في آستانة إسكندرية في 14 أغسطس 1938. ودُفن في ضريح الغفران الملكي في بوكيت تشاندان وخلفه صهره عبد العزيز المعتصم بالله شاه.